# Norman Angell

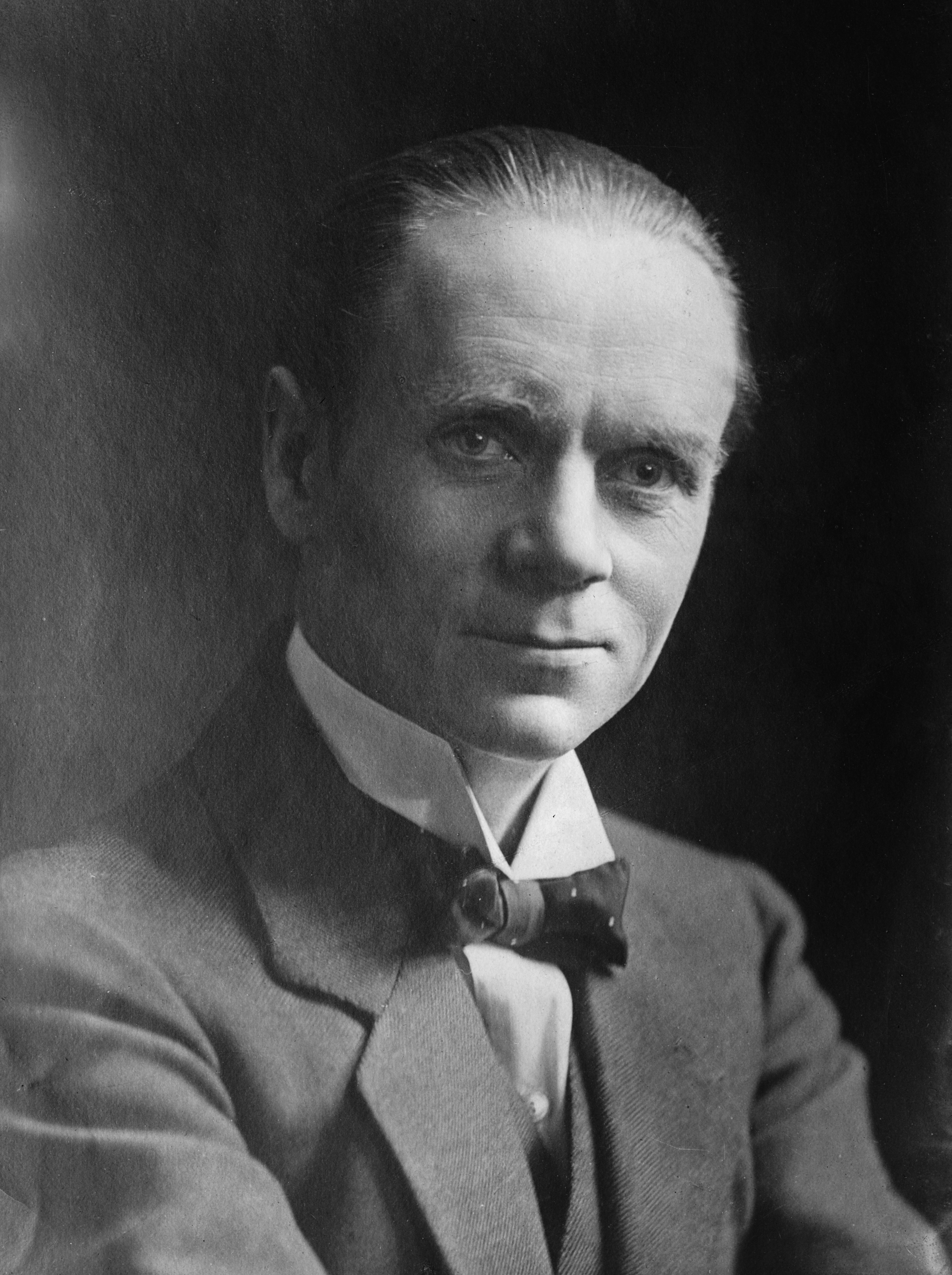
Norman Angell

Sir Ralph Norman Angell (* 26. Dezember 1872 in Holbeach als Ralph Norman Angell Lane; † 7. Oktober 1967 in Croydon) war ein britischer Schriftsteller und Publizist. Er erhielt 1933 den Friedensnobelpreis als Mitglied der Exekutivkommission des Völkerbundes und des Nationalen Friedensrats.

## Leben und Werk

### Herkunft und frühe Jahre
Norman Angell wurde 1874 in Holbeach in Lincolnshire als eines von sechs Kindern des Farmers und Kaufmanns Thomas Angell Lane und seiner Frau Mary Lane geb. Brittain geboren. Auf Wunsch seines Vaters sollte er eine kaufmännische Ausbildung anstreben und ging deshalb im Alter von 13 Jahren auf das Lycée St. Omer in Nordfrankreich und im Anschluss nach London, um Wirtschaftswissenschaften zu studieren. Dieses Studium absolvierte er nur ein Jahr, parallel arbeitete er bereits als Journalist einer Provinzzeitung. Im Anschluss ging er nach Genf und studierte hier Literatur.

### Wirken als Publizist
Im Alter von 17 Jahren ist er für einige Zeit in die USA ausgewandert. Ab 1894 arbeitete er dort als Aufseher, Cowboy, Farmer und Lehrer vor allem in Kalifornien; außerdem bereiste er Mexiko und Mittelamerika und publizierte im San Francisco Chronicle über den Ausbruch des Spanisch-Amerikanischen Kriegs 1898. Nachdem er nach Europa zurückgekehrt war, berichtete er über die Affäre um Alfred Dreyfus (Dreyfus-Affäre), verurteilte die britische Regierung für ihre Politik und den Burenkrieg mit den afrikanischen Burenstaaten und gründete in Paris den Daily Messenger.
Im Jahr 1903 veröffentlichte Angell unter dem Namen Ralph Lane sein erstes Buch mit dem Titel Patriotism under three flags. A plea for rationalism in politics, wodurch Alfred Harmsworth, 1st Viscount Northcliffe auf ihn aufmerksam wurde und ihm den Posten als Herausgeber der Continental Daily Mail anbot. Er nahm dieses Angebot an und lernte mehrere bedeutende Politiker kennen.
Nach 1909 verwendete Angell den Familiennamen „Lane“ nicht mehr.
Sein zweites Buch, das ihn international berühmt machte, erschien 1910 und trug den Titel The Great Illusion (dt. Die falsche Rechnung. Was bringt der Krieg ein?). Es wurde innerhalb eines Jahres in 15 Sprachen übersetzt. In dem Buch klagt er die Kriegsführung ebenso wie den traditionellen Pazifismus an. Er stellte dar, dass jeder Krieg auch für die Sieger immer einen Verlust darstellt, bei dem enorme finanzielle Mittel sowie Menschenleben aufgewendet werden müssen. Ein effektiver Pazifismus müsse den Krieg als Mangel an Vernunft betrachten, um erfolgreich zu sein. Sein Buch war der Beginn der Gründung einer neuen Friedensbewegung, die in Großbritannien ihren Ursprung nahm und als Norman Angellismus bekannt wurde. Bis 1912 gab es in Großbritannien 40 Clubs der Bewegung.

### Erster Weltkrieg und erste Ideen für einen Völkerbund
1914 kehrte Angell nach Großbritannien zurück. Beim Ausbruch des Ersten Weltkrieges sprach er sich entschieden gegen einen Kriegseintritt seines Landes aus. 1915 lud ihn die Stiftung Carnegie Endowment for International Peace zu einer Sommerakademie an der Cornell University ein. Angell sprach sich dort gegen einen Kriegseintritt der USA aus, aber auch gegen den Isolationismus. Vielmehr sollten die USA ihre Wirtschaftsmacht auf Seiten der Alliierten ins Spiel bringen. Zu dieser Zeit entwickelte er außerdem Ideen für einen Völkerbund, in seinem Entwurf als League of Free Nations bezeichnet, und für eine Neugestaltung der internationalen Beziehungen, die bereits dem nahekommt, was später als „Kollektive Sicherheit“ bezeichnet wurde.

### Wirken in der Zwischenkriegszeit
Nach dem Ersten Weltkrieg setzte sich Norman Angell für eine Revision des Versailler Vertrages  zu Gunsten Deutschlands ein, dem als vermeintlich alleinigem Kriegsverantwortlichen immense Reparationszahlungen abverlangt wurden. 1919 wurde er Mitglied der Labour Party und außenpolitischer Berater derselben. Von 1928 bis 1931 erschien unter seiner Herausgeberschaft die Zeitung Foreign Affairs. Von 1929 bis 1931 war er außerdem Abgeordneter des Wahlkreises Bradford North im House of Commons, nachdem er den konservativen Mandatsinhaber Eugene Ramsden besiegt hatte. 1931 wurde er als Knight Bachelor („Sir“) geadelt. Er schrieb The defence of the Empire (1937),  Peace with the dictators (1938). 1939 erschien sein zusammen mit Dorothy Frances Buxton geschriebenes Buch You and the Refugee. The Morals and Economics of the Problem, mit dem sie um Verständnis für die Flüchtlinge aus dem Dritten Reich warben. Deren Aufnahme sei – das sprechen Buxton und Angell schon im Untertitel ihres Buches an – sowohl als moralische Pflicht als auch, insofern ein Großteil der deutschen Emigranten beruflich hoch qualifiziert sei, ein wirtschaftlicher Gewinn für Großbritannien.

### Letzte Lebensphase
Seit 1951 lebte Angell weitestgehend zurückgezogen in Surrey. Bis zu seinem Tod 1967 veröffentlichte er noch eine Reihe weiterer Bücher und Schriften.

## Rezeption
John Ironmonger erinnerte in seinem Roman Der Wal und das Ende der Welt an Norman Angell.

## Werke
- The Great Illusion: A Study of the Relation of Military Power to National Advantage (335 pages in 1910, followed by numerous "revised and enlarged" editions)
- Peace Theories And The Balkan warr (1912)
- The Great Illusion: A study of the relation of military power to national advantage (1913)
- Open Letter from Norman Angell (1913)
- Arms And Industry A Study Of The Foundations Of International Polity (1914)
- Prussianism And Its Destruction (1914)
- The Foundations Of International Polity (1914)
- The problems of the war & the peace; a handbook for students (1914)
- America and the New World-state. A Plea for American Leadership in International Organization (1915)
- The World's Highway (1916)
- The Dangers of Half Preparedness. A Plea for a Declaration of American Policy (1916, in U.S.)
- America And The European War (1915)
- The Political Conditions of Allied Success. A plea for the Protective Union of the Democracies (1918, in U.S.)
- The British Revolution and the American Democracy (1919)
- The Fruits of Victory (1921)
- If Britain is to Live (1923)
- Must Britain Travel the Moscow Road? (1926)
- The Story of Money (1929)
- The Unseen Assassins (1932)
- The Great Illusion—1933 (1933)
- The Intelligent Mans Way To Prevent War (1933)
- The Press And The Organisation Of Society (1933)
- Preface to Peace: A Guide for the Plain Man (1935)
- The Defence of the Empire (1937)
- Peace with the Dictators? A symposium and some conclusions (1938)
- The Great Illusion—Now (1939)
- For What do We Fight? (1939)
- Why Freedom Matters (1940)
- America and the New World (1945)
- The Steep Places (1947)